# 中日民四条约
《中日民四条约》，是民国4年（1915年）大日本帝国提出《对华二十一条要求》之后，中华民国袁世凯政府努力與日本大正天皇政府周旋後所签订的《关于南满洲及东部内蒙古之条约》、《关于山东之条约》等条约。